# Görgen Sökare
Stig Görgen Sökare, född 6 januari 1948, är en av två utövare av Shotokan karate (JKS) som har uppnått 8 dan. Han grundade Turebergs karateklubb 1975 i Stockholm och blev i december 2016 förste svensk att nå högsta graden 8:e dan. Sökare är en av endast fyra icke-japaner som innehar denna höga grad.
Görgen började träna shotokan karate den 25 januari 1973. Han gick upp till svart bälte 1977, började döma i sporten 1976 och han har varit svensk juniorlandslagscoach under åren 1984-86 då juniorlandslaget tog lagbrons (1984), därefter lagsilver (1985) för att toppa med ett lagguld (1986) i Sion, Schweiz. Han var även coach för damlandslaget under ett antal år på 1980-talet.